# Шульженко, Николай Семёнович
Николай Семёнович Шульженко (21.12.1913, Ичня — 17.04.1980, Одесса) — советский военнослужащий, участник Великой Отечественной войны, Герой Советского Союза, командир 504-го пушечного артиллерийского полка 200-й отдельной лёгкой артиллерийской бригады 4-й танковой армии 1-го Украинского фронта, подполковник.

## Биография
Родился 8 декабря 1913 года в городе Ичня ныне Черниговской области в крестьянской семье. Украинец. В 1938 году окончил Киевский учительский институт. Работал директором школы в городе Смела Черкасской области.
В 1932 году призван в ряды Красной Армии. В 1934 году демобилизовался. Вторично призван в 1938 году. В 1939 году окончил курсы младших лейтенантов, Высшую офицерскую артиллерийскую школу. Принимал участие в советско-финской войне 1939—1940 годов. Член ВКП(б)/КПСС с 1939 года.
В боях Великой Отечественной войны с 1941 года. Воевал на Воронежском и 1-м Украинском фронтах.
Командир 504-го пушечного артиллерийского полка подполковник Н. С. Шульженко отличился в боях при захвате плацдарма на реке Одер. 26 января 1945 года полк первым из артиллерийских частей форсировал реку в районе населённого пункта Кёбен, участвовал в отражении ряда контратак противника.
Указом Президиума Верховного Совета СССР от 10 апреля 1945 года за мужество и героизм, проявленные при форсировании Одера и удержании плацдарма на его западном берегу, подполковнику Шульженко Николаю Семёновичу присвоено звание Героя Советского Союза с вручением ордена Ленина и медали «Золотая Звезда».
В 1948 году окончил Высшую офицерскую штабную школу, в 1959 году — высшие академические курсы при Военной академии Генерального штаба, в 1965 году — Военную академию имени М. В. Фрунзе. Служил помощником представителя главнокомандующего объединённых вооружённых сил государств — участников Варшавского Договора. С 1974 года генерал-майор артиллерии Н. С. Шульженко — в отставке.
Жил в городе-герое Одессе. Скончался 17 апреля 1980 года. Похоронен на 2-м Христианском кладбище в Одессе.
Награждён орденом Ленина, четырьмя орденами Красного Знамени, орденами Александра Невского, Отечественной войны 1-й степени, Красной Звезды, медалями.
Именем Героя названа улица в городе Ичня. В Одессе на доме, в котором жил Н. С. Шульженко, установлена мемориальная доска.